# كنيسة القديس أسطفان (أم الرصاص)
كنيسة القديس أسطفان أو اسطيفانيوس أو استيفان كنيسة أثرية، تقع بالمدينة القديمة في أم الرصاص، الأردن. تم تشييدها في القرن الثامن، أي بعد الفتح الإسلامي للشام، وتحديدًا عام 718 م. تُعد هذه الكنيسة من أهم الكنائس الأثرية في الأردن، لما تحتويه من آثار قيّمة.
تتميز هذه الكنيسة بأرضية ضخمة مرصوفة بالفسيفساء لا تزال محفوظة حتى أيامنا هذه. تصور هذه الفسيفساء - التي تزيد مساحتها عن 500 متر مربع - رسوماً لعدد من المدن البارزة التابعة للأرض المقدسة من جهتي نهر الأردن الشرقية والغربية، حيث تم وصف 8 مدن في فلسطين و 9 مدن في الأردن، بالإضافة إلى 10 مدن في دلتا النيل. ومن أهم تلك المدن القدس وميفعة (أم الرصاص) والإسكندرية. هذه التحفة المعمارية هي الثانية من نوعها بعد خارطة فسيفساء مادبا الشهيرة عالمياً التي تصور القدس والأراضي المقدسة. وعلى الرغم من تعرض أرضية فسيفساء كنيسة القديس اسطفان لعملية حفظ، لكنها بحاجة إلى عمل استثنائي.

## المجمع الكنسي
لقد كشفت التنقيبات الأثرية التي بدأت في عام 1986 عن مجمع ديني يتألف من أربع كنائس، وكنيستين رصفت أرضياتهما بالفسيفساء، هما: كنيسة القديس سيرجيوس، التي بنيت عام 586، وكنيسة القديس أسطفانس، التي بُنيت في القرن الثامن ميلادي، ويفصل بينهما ساحة مكشوفة مبلطة حولت فيما بعد إلى كنيسة بإضافة حنية في الجدار الغربي وتعرف حاليا باسم كنيسة الباحة. كما كشف عن كنيسة الأسقف وائل التي تقع خارج جدار الحصن بلطت أرضيتها بالفسيفساء وأرخت إلى عام 586 م. 

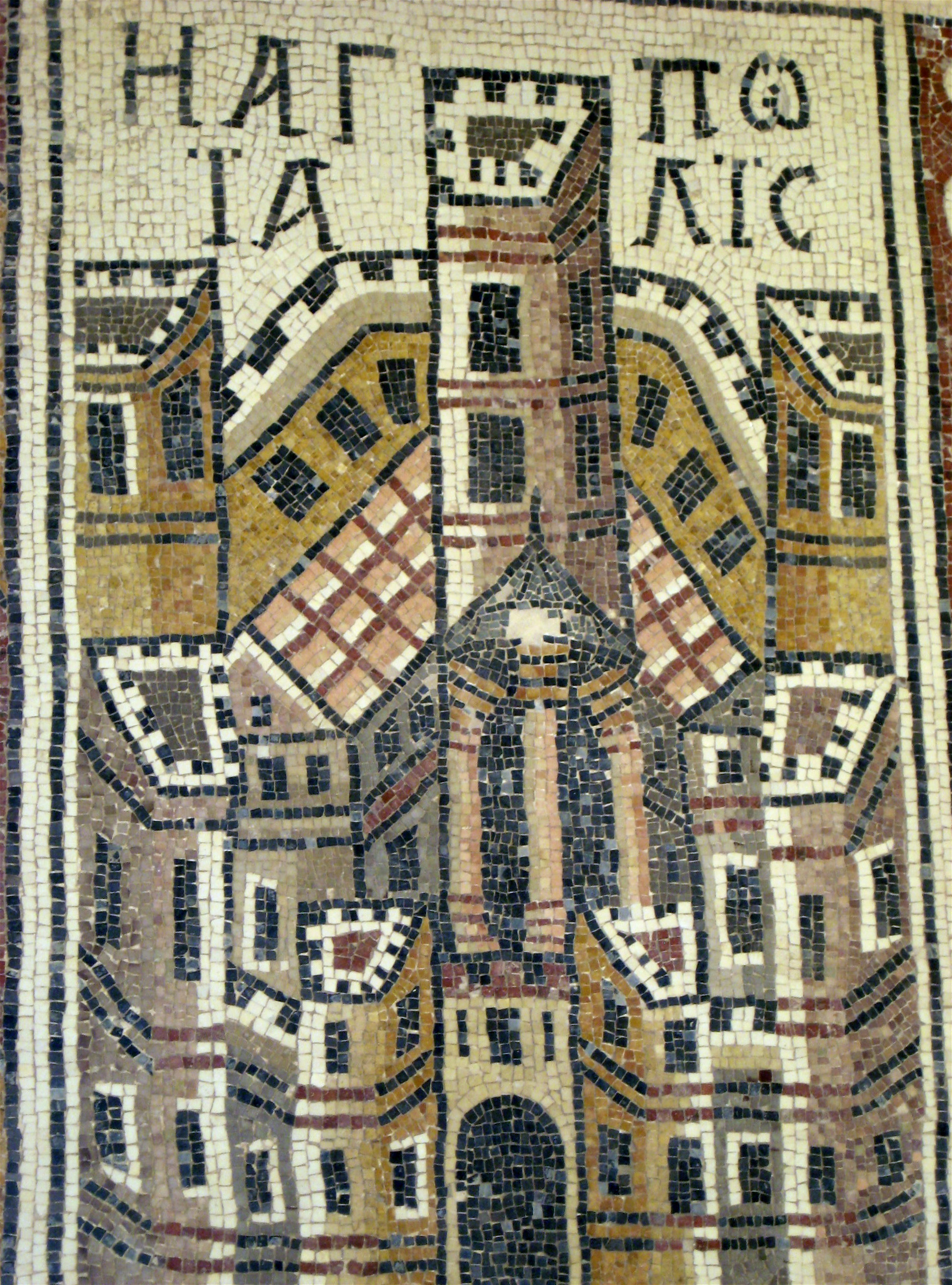
مدينة القدس على أحد أجزاء الأرضية الفسيفسائية بالكنيسة.

توجد داخل المجمع، أربعة أفنية: الفناء الشمالي الشرقي، الفناء الغربي، الفناء الشرقي، الفناء الجنوبي. يحيط بالمجمع ويلتف حوله سور يندمج احياناً مع جدران بعض فراغاته المعمارية كما هو الحال بالنسبة للجدار الشمالي لكنيسة الاسقف يرجيوس.

## معرض صور

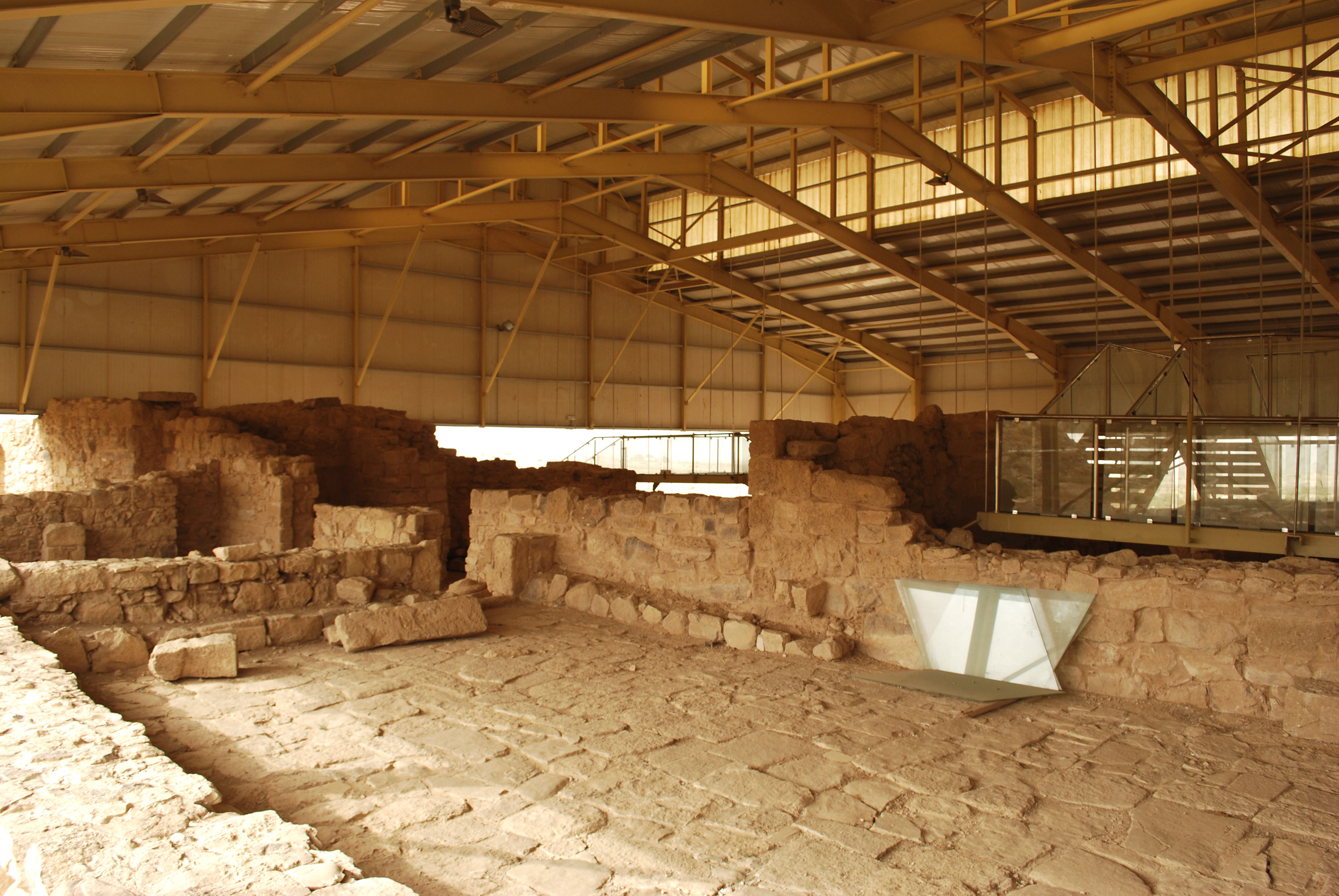
جانب من الكنيسة
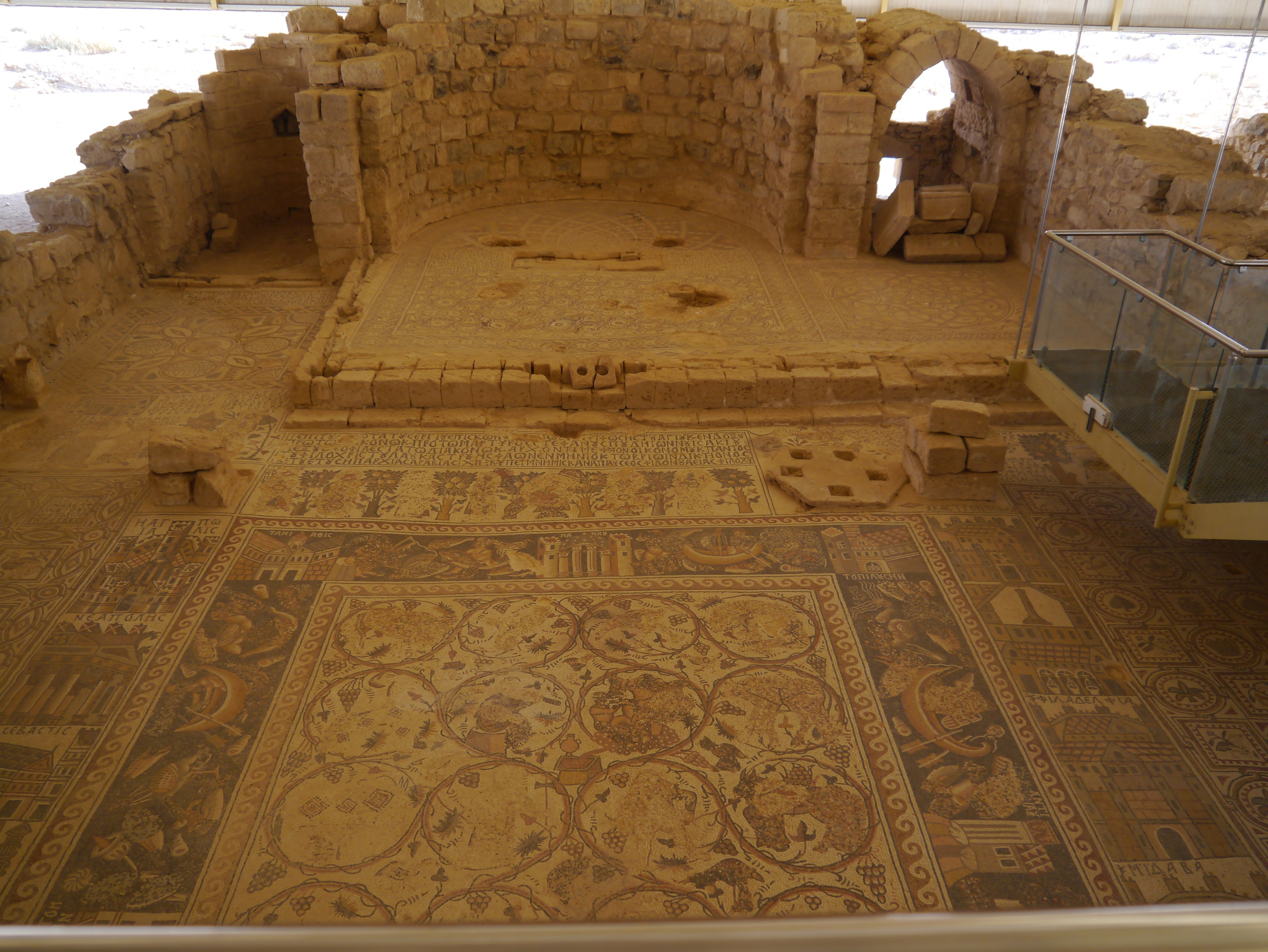
المذبح في الكنيسة
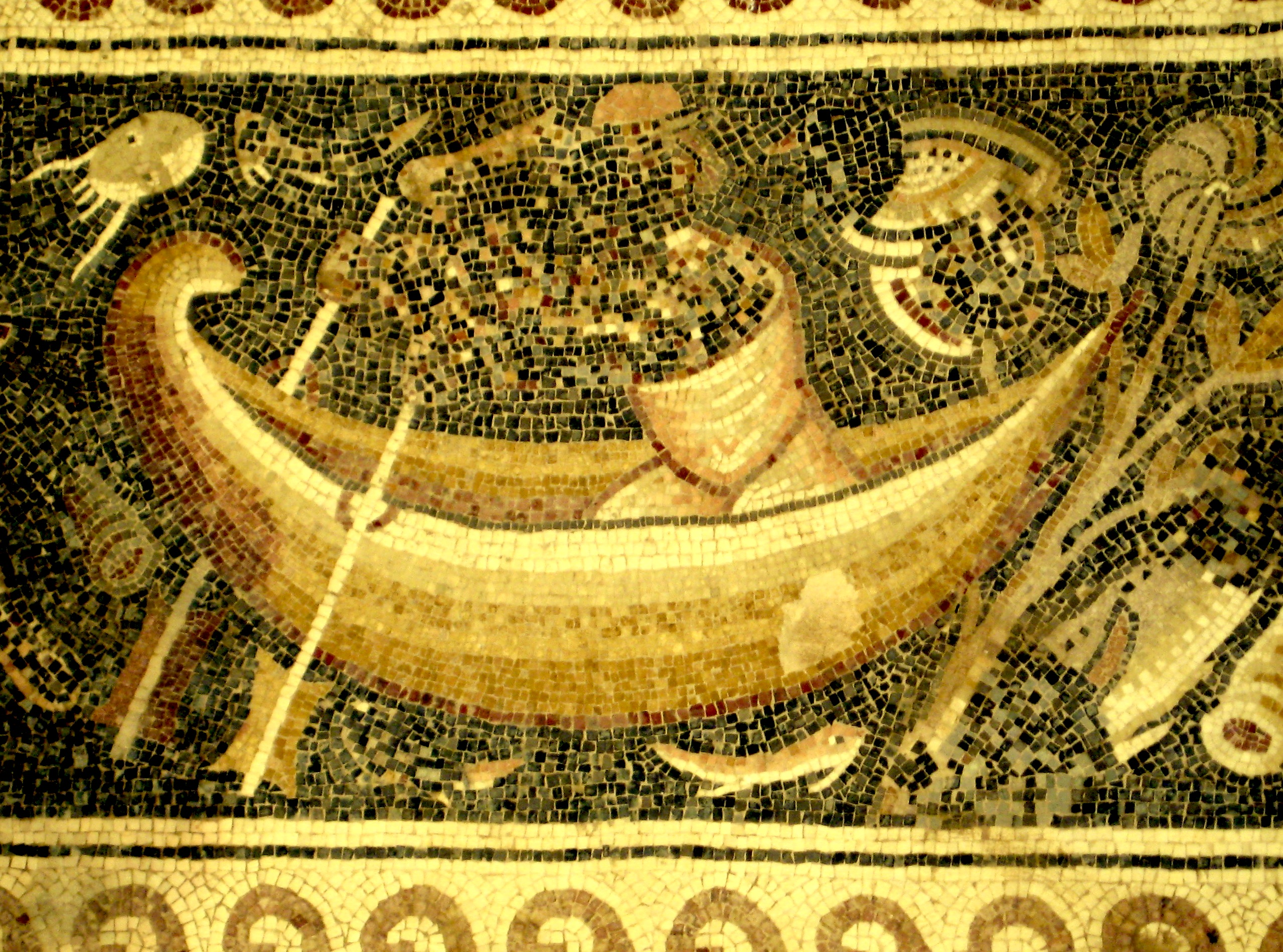
فسيفساء لصياد بالداخل
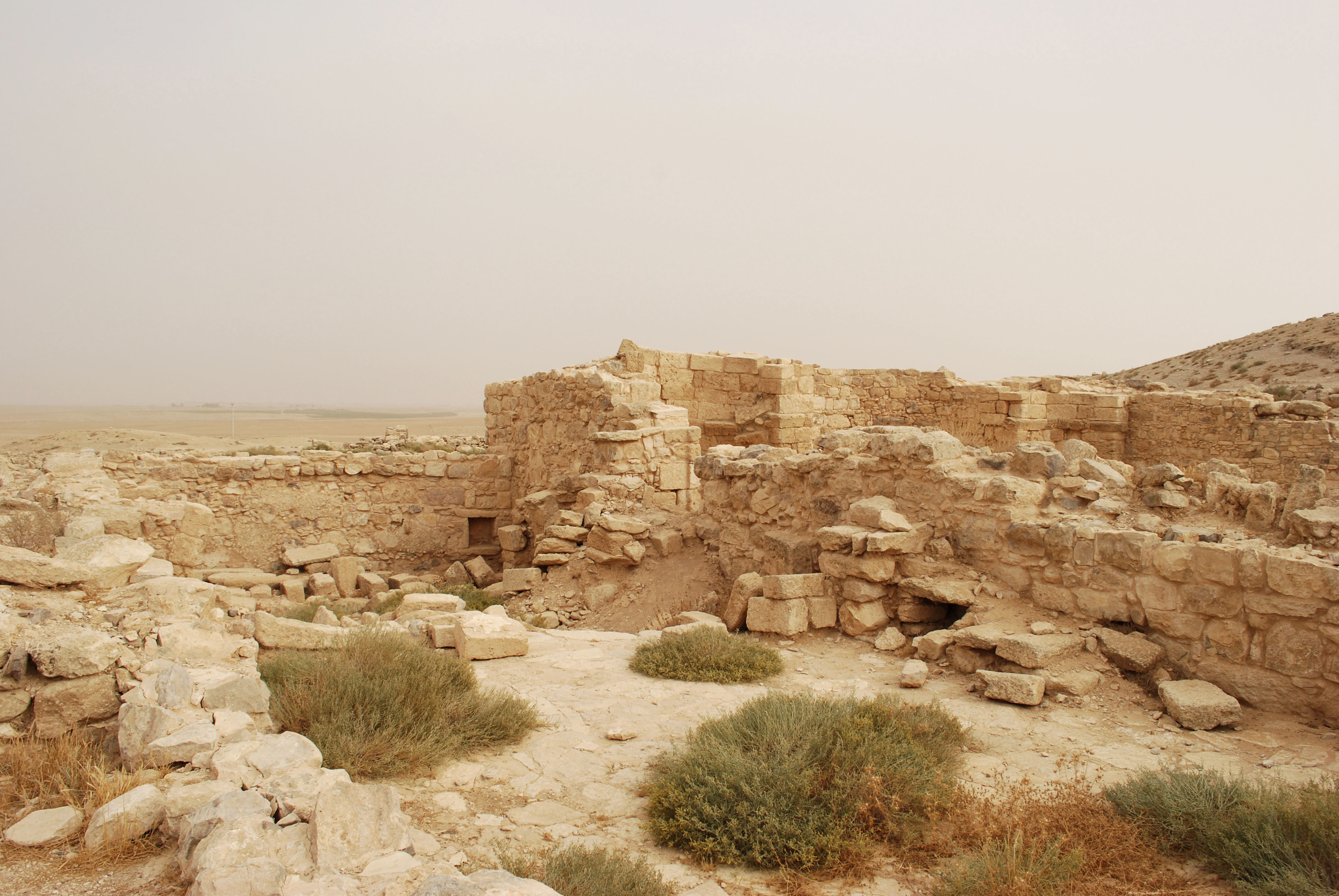
جانب من الكنيسة
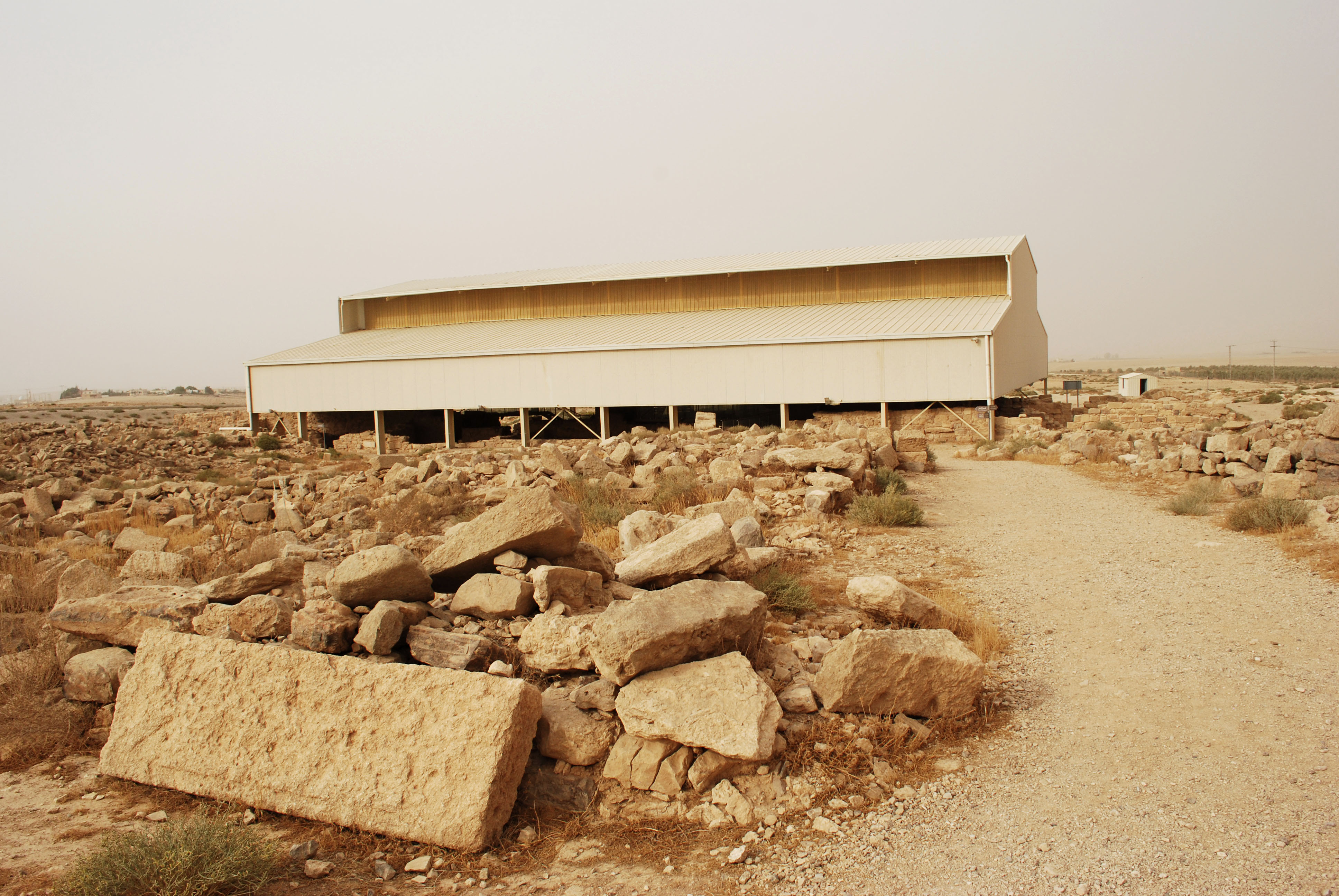
من الخارج